# Cratere Oituz
Oituz è un cratere sulla superficie di Marte.